# مارچین کوشائوکا
مارچین کوشائوکا (لهستانی: Marcin Koszałka؛ زادهٔ ۳۰ دسامبر ۱۹۷۰) یک کارگردان فیلم و فیلم‌بردار اهل لهستان است. وی از سال ۱۹۹۹ میلادی تاکنون مشغول فعالیت بوده‌است.
از فیلم‌ها یا مجموعه‌های تلویزیونی که وی در آن‌ها نقش داشته‌است می‌توان به عنکبوت سرخ، همبستگی، همبستگی...، خراش، خانه و معکوس اشاره نمود.